# Zonsverduisteringen van 1301 t/m 1310
De periode 1301 t/m 1310 bevat 20 zonsverduisteringen. Deze zijn onderverdeeld in de volgende typen:
- 5 totale
- 7 ringvormige
- 2 hybride
- 6 gedeeltelijke

## Overzicht
Onderstaand overzicht bevat alle details van deze zonsverduisteringen.
| Datum        | UTC op Max | Type         | Stijl    | Saros nr | Magni- tude | Lengte op Max | Coördinaten op Max |
| ------------ | ---------- | ------------ | -------- | -------- | ----------- | ------------- | ------------------ |
| 9 feb. 1301  | 17:06:50   | ringvormig   | centraal | 119      | 0.9533      | 4m 53s        | 26.4n 90.3w        |
| 5 aug. 1301  | 00:42:42   | totaal       | centraal | 124      | 1.0597      | 5m 7s         | 19.1z 157.3o       |
| 29 jan. 1302 | 18:29:48   | gedeeltelijk |          | 129      | 0.2805      | -             | 62.1n 149.7w       |
| 25 juli 1302 | 17:42:30   | gedeeltelijk |          | 134      | 0.4178      | -             | 62.7z 133.4w       |
| 20 dec. 1302 | 00:53:51   | ringvormig   | centraal | 101      | 0.9438      | 3m 37s        | 82.1z 85.3w        |
| 15 juni 1303 | 23:53:41   | hybride      | centraal | 106      | 1.0103      | 0m 52s        | 52.5n 171.4w       |
| 9 dec. 1303  | 09:32:53   | hybride      | centraal | 111      | 1.0089      | 0m 50s        | 34.9z 39.0o        |
| 4 juni 1304  | 06:09:36   | ringvormig   | centraal | 116      | 0.9622      | 5m 4s         | 5.9n 88.6o         |
| 27 nov. 1304 | 23:53:25   | totaal       | centraal | 121      | 1.0438      | 4m 17s        | 6.2n 177.7w        |
| 24 mei 1305  | 07:02:17   | gedeeltelijk |          | 126      | 0.8496      | -             | 67.8z 82.8o        |
| 17 nov. 1305 | 15:30:56   | gedeeltelijk |          | 131      | 0.7163      | -             | 68.4n 38.4w        |
| 8 okt. 1306  | 13:29:27   | ringvormig   | centraal | 103      | 0.9547      | 3m 18s        | 69.4z 70.7w        |
| 3 apr. 1307  | 09:59:42   | totaal       | centraal | 108      | 1.0501      | 4m 33s        | 18.9n 29.0o        |
| 27 sep. 1307 | 15:39:04   | ringvormig   | centraal | 113      | 0.9317      | 8m 39s        | 16.9z 59.6w        |
| 23 mrt. 1308 | 02:21:00   | totaal       | centraal | 118      | 1.0638      | 5m 21s        | 25.9z 157.8o       |
| 15 sep. 1308 | 15:30:02   | ringvormig   | centraal | 123      | 0.9417      | 6m 43s        | 28.2n 42.6w        |
| 12 mrt. 1309 | 18:00:25   | gedeeltelijk |          | 128      | 0.5323      | -             | 71.9z 3.9o         |
| 4 sep. 1309  | 20:25:26   | gedeeltelijk |          | 133      | 0.6300      | -             | 72.0n 22.7w        |
| 31 jan. 1310 | 12:57:57   | ringvormig   | centraal | 100      | 0.9358      | 7m 1s         | 38.9n 21.9w        |
| 27 juli 1310 | 00:47:46   | totaal       | centraal | 105      | 1.0676      | 5m 51s        | 27.2z 163.0o       |

### Legenda
| Kolomhoofd         | Uitleg                                                                                                |
| ------------------ | --- |
| Datum              | Datum op het moment van het maximum van de eclips                                                     |
| UTC op Max         | Tijd in UTC op het moment van het maximum van de eclips                                               |
| Type               | Type van de eclips                                                                                    |
| Stijl              | Binnen een type zijn verschillende stijlen mogelijk                                                   |
| Sarosnr            | Het nr van de sarosreeks waartoe de eclips behoort                                                    |
| Magnitude          | Percentage van verduistering van de middellijn van de zon op het moment van het maximum van de eclips |
| Lengte op Max      | Tijdsduur van de eclips op de plek met het maximum                                                    |
| Coördinaten op Max | Coördinaten op het moment van het maximum van de eclips                                               |